# Antonio Pierce
Pour les articles homonymes, voir Pierce.
(en) Statistiques sur pro-football-reference
Antonio Durran Pierce, né le 26 octobre 1978 à Ontario en Californie, est un Américain, joueur de football américain devenu entraîneur.
Au niveau universitaire, il joue une saison (en 2000) pour les Wildcats de l'Arizona au sein de la NCAA Division I FBS.
Il devient ensuite professionnel et joue pendant neuf saisons dans la National Football League (NFL). Engagé en 2001 par les Redskins de Washington comme agent libre non drafté, il y reste jusqu'en 2004 avant de rejoindre les Giants de New York de 2005 à 2009.
Après sa carrière de joueur, il devient en 2018 entraîneur des linebackers chez les Sun Devils d'Arizona State en NCAA Division I FBS et y occupe divers postes jusqu'en 2021. En 2022, il devient entraîneur des linebacker chez les Raiders de Las Vegas et devient entraîneur principal par intérim en cours de saison 2023 et est confirmé à ce poste en janvier 2024. Pierce est licencié à la fin de la saison 2024.

## Biographie

### Jeunesse
Pierce commence le football américain à la Paramount High School (en) de Paramount en Californie et passe ensuite deux années au Mount San Antonio College (en) de Walnut également en Californie avant d'intégrer l'université de l'Arizona où il joue pendant une saison pour les Wildcats dans la NCAA Division I FBS. Comme senior, il totalise 3 sacks, 77 tacles (dont 10 pour perte de terrain adverse), 2 fumbles forcé, 1 interception et 1 coup de pied (kick) bloqué.
Pierce n'est pas sélectionné lors de la draft 2001 de la NFL après son année senior, beaucoup de scouts NFL le considérant trop petit pour jouer au poste de linebacker dans la NFL.

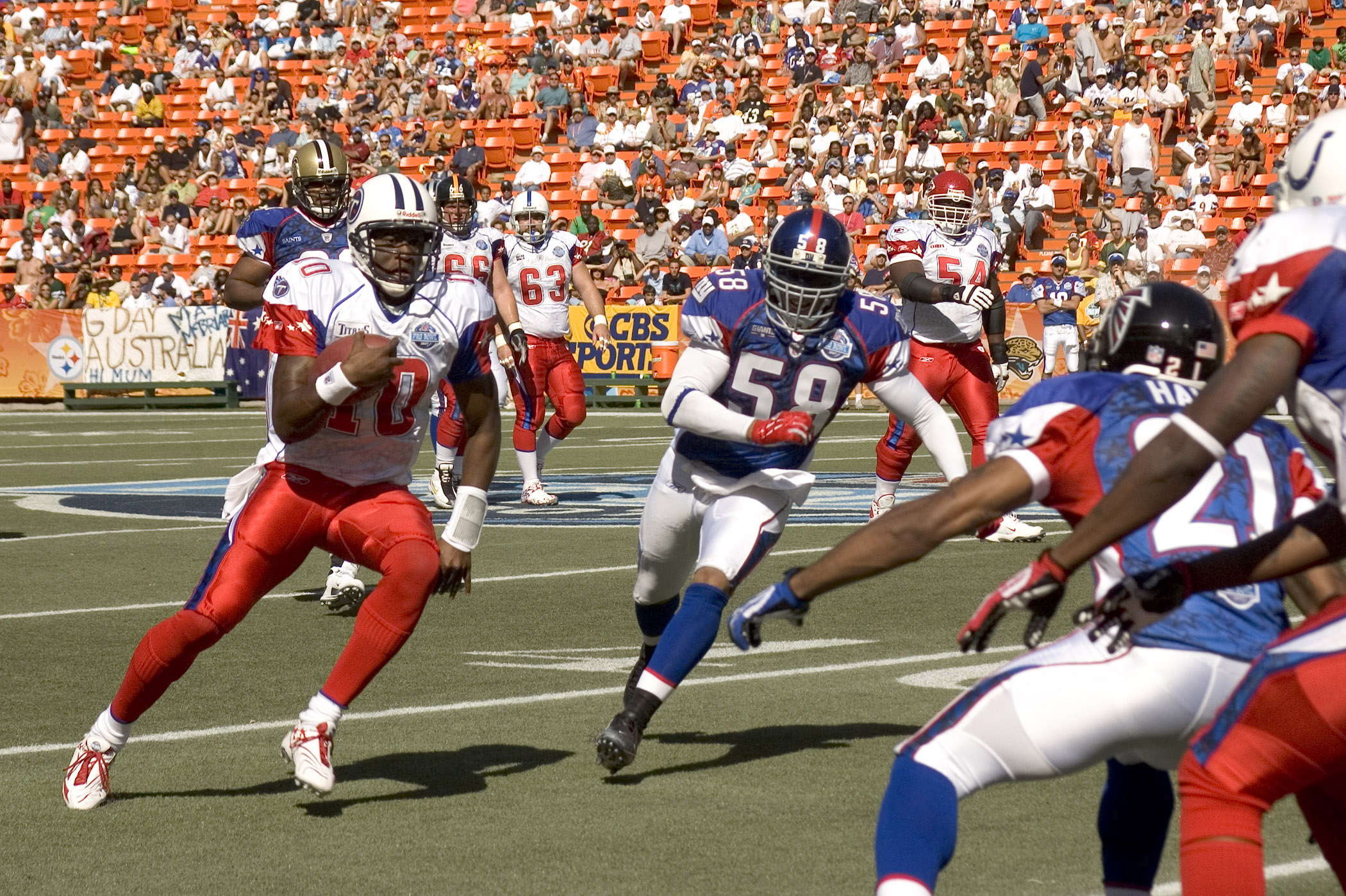
Antonio Pierce (#58) taclant Vince Young (#10) au Pro Bowl 2007.

### Carrière de joueur professionnel

#### Redskins de Washington
Les Redskins de Washington signent néanmoins Pierce comme agent libre non drafté en 2001. Il joue lors des 16 matchs de sa saison rookie dont 8 en tant que titulaire et totalise 52 tacles, 1 sack et 1 interception lors de cette campagne. L'interception est réalisée sur une passe de QB Jake Plummer. Lors des deux saisons suivantes (2002 et 2003), Pierce ne joue que sporadiquement n'enregistrant respectivement que 18 et 15 tacles. Ce n'est que lors de sa quatrième saison qu'il joue pleinement en remplacement de Micheal Barrow (en) blessé. Il comptabilise lors de la saison 2004, 114 tacles (dont 95 en solo), 1 fumble forcé, 1 sack et 2 interceptions (dont un pick six sur Ken Dorsey (en) retourné sur 76 yards en touchdown).

#### Giants de New York
Les Giants de New York signent Pierce le 3 mars 2005 pour jouer au poste de middle linebacker. Il devient capitaine de la défense Lors de ses 13 matchs, il enregistre 100 tacles (dont 80 en solo), 2 interceptions et 1 fumble forcé retourné en touchdown. Il se blesse à la jambe contre les Eagles de Philadelphie et rate les trois derniers matchs de saison régulière ainsi que le match de série éiminatoire perdu 23 à 0 contre les Panthers de la Caroline.
En 2006, Pierce réalise sa meilleure saison avec 138 tacles (dont 109 en solo), 1 sack, 1 interception et 8 passes défendues. Pierce est désigné comme premier remplaçant pour son premier Pro Bowl. Il le joue finalement à la suite de la blessure au doigt de pied de Brian Urlacher occasionnée lors du Super Bowl XLI ce qui l’empêche de participer au Pro Bowl.
Pierce est une des pièces centrales qui permettent aux Giants d'accéder et remporter leur troisième Super Bowl lors de la saison 2007. Il y effectue en effet un tacle déterminant lors la première mi-temps de la finale de conférence NFC jouée contre les Packers de Green Bay, tacle qui arrête le running back Brandon Jackson lors d'une troisième et 8. Il sauve ainsi le touchdown et force les Packers à convertir le field goal. Les Giants gagnent ensuite le match en prolongation.
Pierce est libéré par la franchise le 11 février 2010.

#### Retraite
Après son licenciement, Pierce déclare qu'il prend sa retraite comme joueur de football américain le 8 juillet 2010. Il déclare également qu'il va commencer une carrière d'analyste NFL pour la chaîne de télévision ESPN.

### Carrière d'entraîneur

#### High school
Le 7 février 2014, Pierce est nommé entraîneur principal au Long Beach Polytechnic High School (en) en remplacement de Raul Lara ayant entraîné ce programme pendant les treize dernières saisons.

#### Arizona State
Le 21 décembre 2017, Pierce démissionne et est engagé comme entraîneur des linebackers chez les Sun Devils d'Arizona State. Après deux saisons à ce poste, Pierce est promu coordinateur défensif adjoint de Marvin Lewis. Le 20 janvier 2021, il devient le seul coordinateur défensif de l'équipe.
Il démissionne à la suite d'une enquête relative à la violation des règles de recrutement de le NCAA. 
En août 2023, Arizona State annonce qu'elle s'impose une interdiction de bowl dans l'espoir d'atténuer les sanctions résultant de l'enquête en cours.

#### Raiders de Las Vegas

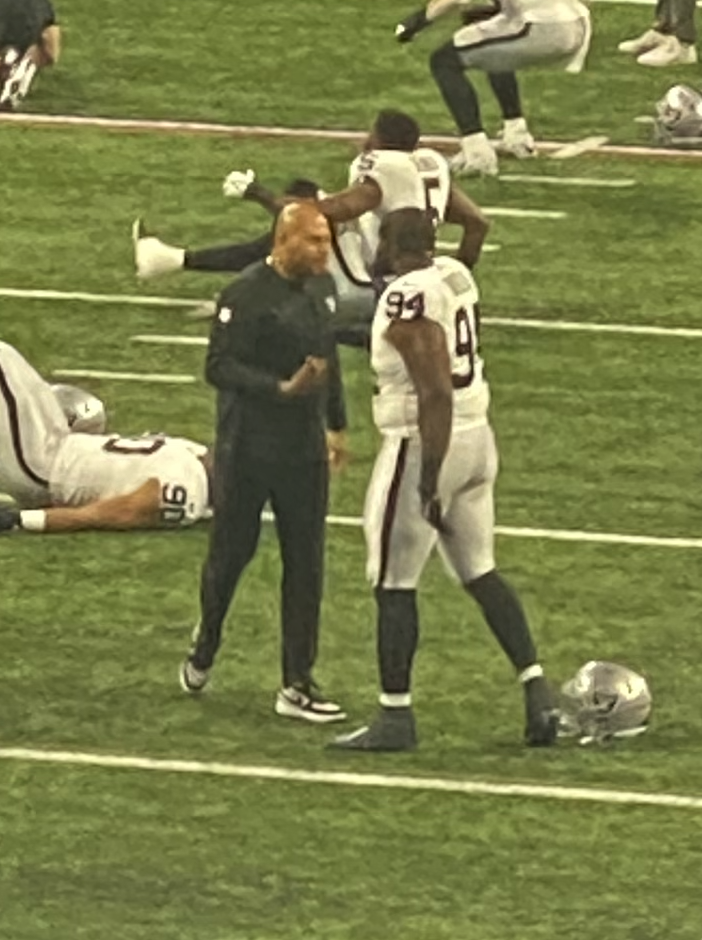
Antonio Pierce avec Matthew Butler avant le match de 2023 contre les Colts d'Indianapolis.

En 2022, Pierce est engagé par les Raiders de Las Vegas de la NFL, au poste d'entraîneur des linebackers sous les ordres de l'entraîneur principal Josh McDaniels.
Après le licenciement de McDaniels, Pierce est nommé entraîneur principal par intérim le 31 octobre 2023. Le 1er novembre 2023, il désigne Aidan O'Connell (en) titulaire au poste de quartertback pour le reste de la saison, envoyant Jimmy Garoppolo sur le banc. Il dirige son premier match en tant qu'entraîneur principal le 5 novembre 2023 contre son ancienne équipe des Giants de New York et gagne le match 30 à 6.
Le 14 décembre 2023, les Raiders battent les Chargers de Los Angeles 63 à 21, le plus grand nombre de points marqués sur un match de l'histoire de la franchise. Une semaine plus tard, à la Noël, les Raiders remportent leur première victoire contre les Chiefs de Kansas City depuis la saison 2020.
Le 19 janvier 2024, les Raiders désignent officiellement Pierce comme 23e entraîneur principal de l'histoire de la franchise. 
Le 7 janvier 2025, après avoir terminé la saison avec un bilan négatif de 4 victoires pour 13 défaites, Pierce est licencié par les Raiders. Son bilan à Las Vegas est donc de 9 victoires pour 17 défaites (34,6 %),.